# Lasse Quvang Rasmussen
 Lasse Quvang Rasmussen (født 8. september 1989) var formand for Danmarks Socialdemokratiske Ungdom fra 2016 til 23. november 2017.

## Politisk karriere
Lasse Quvang Rasmussen var til Europaparlamentsvalget i 2014 kandidat for Socialdemokraterne. Her fik han 12.412 stemmer. Han blev dog ikke valgt ind. 
Han var politisk medarbejder for DSU, inden han blev valgt til forbundsformand. 

## Afgang i utide
Den 24. november 2017 trak han sig fra formandsposten, fordi han var "overbelastet og udmattet". Godt et år senere blev det kendt, at fratrædelsen skyldtes, at han havde optrådt grænseoverskridende over for kvindelige DSU-medlemmer.